# Retschow
Retschow es un municipio situado en el distrito de Rostock, en el estado federado de Mecklemburgo-Pomerania Occidental (Alemania), a una altura de 80 metros. Su población a finales de 2016 era de 950 habs. y su densidad poblacional, 50 hab/km².